# Grantessa glabra
Grantessa glabra är en svampdjursart som beskrevs av R.W. Harold Row 1909. Grantessa glabra ingår i släktet Grantessa och familjen Heteropiidae.
Artens utbredningsområde är havet utanför Sudan. Inga underarter finns listade i Catalogue of Life.